# Раймунд II (граф Руэрга)
Раймунд II (фр. Raymond, убит в феврале или 9 сентября 961/965) — граф Руэрга и Керси (после июля 935—961), маркиз Готии с 936/937, герцог Аквитании и граф Оверни (936—955). Сын Эрменгола. 

## Биография
После июля 935 года Раймунд II унаследовал от отца Руэрг и Керси, а в 936 году от кузена Раймунда III Понса Готию, Аквитанию и Овернь. В правление Раймунда Руэрг достиг сюзеренитета над соседними территориями, что позволило ему титуловать себя маркизом Готии. Около 960 года владения Раймунда простирались от Альби и Нима на север вплоть до Лимузена. Раймунд был главой рода, который также правил в Тулузе. Он купил ленное владение герцога Санчо V Гасконского, которое стало аллодиальным после его смерти.
До 936 года Гильом III Аквитанский спорил за титул герцога Аквитании с Раймундом Понсом, а в 940—961 с его наследником Раймундом II. В 955 году Раймунд II утратил Аквитанию и Овернь, так как король Западно-Франкского государства Лотарь признал титул герцога Аквитании за Гуго Великим. После смерти последнего титул герцога наследовал его сын Гуго Капет, но тот никогда не пытался завоевать Аквитанию. В 962 году король Лотарь признал Гильома III герцогом Аквитании, но к тому времени Раймунд II уже скончался.
В своём завещании, составленном перед смертью, Раймунд II передал часть своего имущества церкви, а часть оставил своим наследникам и жене.

## Брак и дети
Жена: Берта (ум. после 18 августа 965 года), дочь Бозона, графа Арля и маркграфа Тосканы:
- Раймунд III (ум. ок. 1010) — граф Руэрга и Керси с 961 года
- Гуго (ум. после 1084 года) — епископ Тулузский
- Понс (возможно, не существовал)
- Эрменгол (возможно, не существовал)
- Ава Гисла (точное происхождение не установлено) — супруга Госфреда I, графа Ампурьяса